# Songs of Faith and Devotion
Songs of Faith and Devotion  este al optulea album de studio al formației Depeche Mode, lansat inițial în 22 martie 1993. A fost primul album cu o tentă de rock, experiment ce l-a plasat pe locul 1 atât în Marea Britanie cât și în SUA. A fost ultimul album pe care l-au inregistrat cu Alan Wilder, fără a pune la socoteală ¨Songs of Faith and Devotion Live¨, care este alcatuit din înregistrări live din concertele turneului de promovare a albumului, nefiind așadar un album de studio. Pentru ca setul să fie complet, alături de albumul live, a mai fost lansat albumul video ¨Devotional¨. Până în aprilie 2006, albumul s-a vandut in 919.000 exemplare în SUA.
Imaginea albumului (copertă și interior) este opera lui Anton Corbijn. Coperta acestui album este singura pe care apar și membrii formației (fără a pune la socoteala compilația americană ¨People are people¨).

## Povestea
Înregistrat la Madrid și Hamburg și produs de Depeche Mode și Flood, albumul este, probabil, cel mai controversat album al trupei, șocant prin toate atributele sale (de la sound, la visuals și front-man’s look) pentru mare parte din fanii câștigați de precedentul - Violator – 1990, din cauza imposibilei, dar inerentei comparații între cele două vârfuri ale creației Depeche Mode (Violator și Songs of Faith and Devotion).
Acuzat de rătăcire experimentală rock și de abandonul dominanței electronice definită orgolios de fanii veterani: „clasic DM”, poate ca Songs of Faith and Devotion merită pe deplin eticheta de "new wave", datorită sintezei geniale de stiluri aparent incompatibile - „marca înregistrată” Depeche Mode, prin desființarea mitului antagonic synthpop versus rock și a prejudecăților ce condamnau eretica asociere a elementelor de synth-rock, rock alternativ, cor gospel, linii reggae și totusi persistența aerului grunge – o alchimie absolut surprinzătoare, dar atat de Depeche Mode.
"Cântecele de credință și devotament" (în traducere liberă) reiau temele lirice preferate de compozitorul Martin Gore, aprofundând  în versuri dureros de vii - credința, iubirea, păcatul, suferința, penitența, speranța, mântuirea. Tabloul dramatic ilustrează criza mistică a căutărilor existențiale, o călătorie ințiatică, cu oscilații chinuitoare între mântuire și păcat, între nevoia de Divinitate (conceptualizată uman și opusă perspectivei dogmatice) în antiteză cu chemarea falșilor profeți, în timp ce Eros și Thanatos își unesc amenințător aripile.
Dacă conceptul de factură epică și tonul general dramatic al albumului îi aparțin lui Martin Gore, sunetul unitar, atmosferic, puternic, cald, bogat și expresiv i se datorează în mare parte lui Alan Wilder, autorul aranjamentelor orchestrale și al impresionantelor versiuni live (care se află pe Songs of Faith and Devotion Live, lansat tot în 1993). 
Singurul album Depeche Mode care a atins locul 1 atât în Marea Britanie, cât și în SUA, în topul vânzărilor, a însemnat pentru trupă o reinventare artistică și o redescoperire a identității creatoare. 
Ascultați Cântecele de credință și devotament și veți răspunde, cu siguranță,  invitației de a retrăi regresiv, experiențele dramatice ale căutării de sine, abandonul autocunoașterii prin muzică, evoluția spirituală prin sacrificiu și iubire.

## Descriere
Albumul debutează în forță cu single-ul "I Feel You", ce a atins locul 8 în topul britanic. Amprenta rock este accentuată de noul look al lui Dave Gahan, de bateria lui Alan Wilder, potențată de efecte digitale de live drums, de riff-ul chitarei lui Martin Gore, deși piesa abundă în elemente electronice - un ansamblu ce degajă o energie copleșitoare.
"Walking in My Shoes", al doilea single și a doua piesă (locul 14 în topul britanic), este  apreciată de fani ca singura rivală a lui "Enjoy the Silence" la titlul de cea mai bună piesă Depeche Mode realizată vreodată. Clipul  alegoric trimite la "Infernul" lui Dante, iar expresia emoțională  penetrantă devine cu atât mai vibrantă în versiune live.
"Condemnation" evocă simbolic drumul Golgotei parcurs de Dave Gahan într-o personificare cu iz blasfemic.  Ca identitate sonoră, acest al treilea single, care a ocupat locul 9 în topul britanic este un gospel (având și gospel voce de fundal) cu elemente rock, pe un beat lent, ce pune maximal în valoare timbrul cald, dur și expresiv al lui Dave Gahan. 
"Mercy in You" îmbină guitar loop-ul cu aranjamentele electronice și accentuează contrastul sonor cu slow-ul ce continuă albumul – "Judas" – intrepretat vocal cu sensiblitate de Martin Gore.
Ultimul single - "In your Room" (locul 8 în topul britanic) induce o tulburătoare atmosfera dark. Cu o concentrație maximă de simboluri reprezentative pentru istoria și identitatea formației, clipul reflectă « the essential DM concept ».
"Get right with me" readuce accentele gospel într-un moment de respiro creator ce pregătește avalanșa de sunete numită "Rush" - o  fugă halucinantă susținută de ritmul tobelor lui Alan Wilder - nota psihedelică a albumului. 
"One Caress" - o simfonie desăvârșită, diferită, dar perfect integrată in contextul sonor al albumului. Stringurile de vioară și violoncel creează senzația aproape vizuală a unei săli de filarmonică în care ascultătorul se abandonează exclusiv muzicii și vocii angelice a lui Martin Gore.
Piesa de final - "Higher Love" – cu un intro extatic, concluzionează superb un  album provocator, subliniind senzația atmosferică, sumbră, dar paradoxal de vie și optimistă. 

## Remasterizarea din 2006
În 2006, Songs of Faith and Devotion a fost reeditat și i s-a adaugat un DVD bonus. În Marea Britanie, piesele de pe formatul original au fost trecute pe SACD, în timp ce în SUA, acestea au rămas tot pe CD. SACD/CD-ul are exact același conținut ca albumul original.
Pe DVD se află albumul în format 5.1, precum și o serie de mixaje ce anterior se puteau întâlni numai pe single-uri. Astfel, pe al doilea disc există cele două b-side-uri "My Joy" și "Death's Door" (Jazz Mix). De menționat că b-side-ul "One caress" al single-ului "I Feel You" se află pe album, în format original.
În afară de b-side-uri, DVD-ul mai conține și versiunile de single ale ultimlor două single-uri: "Condemnation" (Paris mix) și "In Your Room" (Zephyr mix). Celalte mixaje sunt: "I Feel You" (Life's Too Short mix), "Walking In My Shoes" (Grungy Gonads mix), "In Your Room" (Apex mix) și mixul de b-side "My Joy" (Slowslide mix).

## Ediții și conținut

### Ediții originale
Ediții comerciale în Marea Britanie
- cat.# CD STUMM 106 (album pe CD, lansat de Mute)
- cat.# CDX STUMM 106 (album pe CD, lansat de Mute, album remasterizat), lansat la  2 octombrie 2006, reeditare
- cat.# MD STUMM 106 (album pe MiniDisc, lansat de Mute)
- cat.# DCC STUMM 106 (album pe Digital Compact Cassette, lansat de Mute)

Ediție promoțională în Marea Britanie
- cat.# PCD STUMM 106 (album promoțional pe CD, lansat Mute)

Ediție comercială în SUA
- cat.# 9 45243-2 (album pe CD, lansat de Sire/Reprise)

Ediții comerciale în Japonia
- cat.# ALCB-740 (album pe CD, lansat de Alfa Records)
- cat.# PCCY-00560 (album pe CD, lansat de Pony Canyon), reeditare
- cat.# TOCP-3293 (album pe CD, lansat de Toshiba - EMI), reeditare

1. "I Feel You" (album version) – 4:35
2. "Walking in My Shoes" (album version) – 5:35
3. "Condemnation" (album version) – 3:20
4. "Mercy in You" (album version) – 4:17
5. "Judas" (album version) – 5:14, Martin Gore este solist vocal
6. "In Your Room" (album version) – 6:26
7. "Get Right with Me" (album version) – 3:32
  - "Interlude #4" (hidden track), la sfârsitul piesei "Get Right with Me", fără să fie menționat la cuprins, se află un extras dintr-un remix de Brian Eno după piesa ¨Ï feel you"; a fost folosit ca intro în timpul turneului ¨Devotional tour¨.
8. "Rush" (album version) – 4:37
9. "One Caress" (album version) – 3:30, Martin Gore este solist vocal
10. "Higher Love" (album version) – 5:56

### Edițiile pe vinil (12") și casetă audio (MC)
Aceste ediții sunt identice cu varianta pe CD, numai că, datorită specificului materialului care nus suportă multă informație pe o față, sunt împărțite în părți.
Ediție comercială în Marea Britanie
- cat.# STUMM 106 (album pe vinil de 12", lansat de Mute)
- cat.# DM LP 8 (album pe vinil de 12¨, lansat de Mute, album remasterizat), lansat la 12 martie 2007, reeditare
- cat.# C STUMM 106 (album pe casetă audio, lansat de Mute)

Ediție comercială în SUA
- cat.# 45243-4 (album pe casetă audio, lansat de Sire/Reprise)

fața A:
1. "I Feel You" (album version) – 4:35
2. "Walking in My Shoes" (album version) – 5:35
3. "Condemnation" (album version) – 3:20
4. "Mercy in You" (album version) – 4:17
5. "Judas" (album version) – 5:14, Martin Gore este solist vocal

fața B:
1. "In Your Room" (album version) – 6:26
2. "Get Right with Me" (album version) – 3:32
  - "Interlude #4" (hidden track), la sfârsitul piesei "Get Right with Me", fără să fie menționat la cuprins, se află un extras dintr-un remix de Brian Eno după piesa ¨Ï feel you"; a fost folosit ca intro în timpul turneului ¨Devotional tour¨.
3. "Rush" (album version) – 4:37
4. "One Caress" (album version) – 3:30, Martin Gore este solist vocal
5. "Higher Love" (album version) – 5:56

### Ediția remasterizată cu DVD bonus (SACD/CD+DVD)
Ediția remasterizată cu DVD bonus, în Marea Britanie
- DM CD 8 (album pe SACD+DVD, lansat de Mute, album remasterizat), lansat în 2 octombrie 2006, reeditare

Ediția remasterizată cu DVD bonus, în SUA
- R2 44458 (album pe CD+DVD, lansat de Sire/Reprise/Rhino, album remasterizat), lansat la 3 octombrie 2006, reeditare

DVD-ul conține albumul în format 5.1, câteva piese adiționale luate din single-urile extrase de pe albumul inițial și un documentar. Piesele adiționale și documentarul nu sunt în format 5.1, ci în format PCM Stereo.
SACD (în Marea Britanie) / CD (în SUA):
1. "I Feel You" (album version) – 4:35
2. "Walking in My Shoes" (album version) – 5:35
3. "Condemnation" (album version) – 3:20
4. "Mercy in You" (album version) – 4:17
5. "Judas" (album version) – 5:14, Martin Gore este solist vocal
6. "In Your Room" (album version) – 6:26
7. "Get Right with Me" (album version) – 3:32
  - "Interlude #4" (hidden track), la sfârșitul piesei "Get Right with Me", fără să fie menționat la cuprins, se află un extras dintr-un remix de Brian Eno dupa piesa ¨Ï feel you"; a fost folosit ca intro în timpul turneului ¨Devotional tour¨.
8. "Rush" (album version) – 4:37
9. "One Caress" (album version) – 3:30, Martin Gore este solist vocal
10. "Higher Love" (album version) – 5:56

DVD:
1. "I Feel You" (album version) – 4:35
2. "Walking in My Shoes" (album version) – 5:35
3. "Condemnation" (album version) – 3:20
4. "Mercy in You" (album version) – 4:17
5. "Judas" (album version) – 5:14, Martin Gore este solist vocal
6. "In Your Room" (album version) – 6:26
7. "Get Right with Me" (album version) – 3:32
  - "Interlude #4" (hidden track), la sfârșitul piesei "Get Right with Me", fără să fie menționat la cuprins, se află un extras dintr-un remix de Brian Eno dupa piesa ¨Ï feel you"; a fost folosit ca intro în timpul turneului ¨Devotional tour¨.
8. "Rush" (album version) – 4:37
9. "One Caress" (album version) – 3:30, Martin Gore este solist vocal
10. "Higher Love" (album version) – 5:56
11. "My Joy" (single version) - 3:57
12. "Condemnation" (Paris mix) - 3:21
13. "Death's Door" (Jazz mix) - 6:38, Martin Gore este solist vocal
14. "In Your Room" (Zephyr mix) - 4:50
15. "I Feel You" (Life's Too Short mix) - 4:50
16. "Walking In My Shoes" (Grungy Gonads mix) - 6:24
17. "My Joy" (Slowslide mix) - 5:11
18. "In Your Room" (Apex mix) - 6:43
19. "Depeche Mode: 1991-94" (We were going to live together, record together and it was going to be wonderful) - 35:59

### Discul de interviu
Discul de interviu în Marea Britanie
- VERBONG 1 CD (CD promoțional de interviu, lansat de Mute)

1. Interview with Depeche Mode

### Compilație promoțională de single-uri
Compilație promoțională în Marea Britanie
Intitulat "The Singles 86-98", lansat într-o ediție limitată de 2.000 exemplare.
- Depro1CD (album promotional pe CD, lansat de Mute)

1. "Stripped" (single version) - 3:52
2. "A Question Of Lust" (single version) - 4:29
3. "A Question Of Time" (remix) - 4:06
4. "Strangelove" (single version) - 3:44
5. "Never Let Me Down Again" (single version) - 4:22
6. "Behind The Wheel" (remix) - 3:58
7. "Little 15" (album version) - 4:15
8. "Everything Counts" (live 1988 - single version) - 5:45
9. "Personal Jesus" (single version) - 3:45
10. "Enjoy The Silence" (single version) - 4:18
11. "Policy Of Truth" (single version) - 5:10
12. "World In My Eyes" (single version) - 3:58
13. "I Feel You" (album version) - 4:33

### Box promoțional
Box promoțional în Marea Britanie
Numit "Songs of faith and devotion Box", conține patru CD-uri: "Songs of faith and devotion" (cat.# CD STUMM 106), "Songs of Faith and Devotion Live" (cat.# LCD STUMM 106), "The Singles 81-85" (CD MUTE L1) și "The Singles 86-93" (cat.# Depro1CD). Există doar un număr de 50-250 exemplare.

## Single-uri

### În Marea Britanie
1. "I Feel You" (15 februarie 1993)
2. "Walking in My Shoes" (26 aprilie 1993)
3. "Condemnation" (13 septembrie 1993)
4. "In Your Room" (10 ianuarie 1994)

### În SUA
1. "I Feel You / One Caress" (9 februarie 1993)
2. "Walking in My Shoes" (27 aprilie 1993)
3. "Condemnation" (14 septembrie 1993)
4. "In Your Room" (18 ianuarie 1994)